# مارتینز (جورجیا)
مارتینز (به انگلیسی: Martinez) یک منطقهٔ مسکونی در ایالات متحده آمریکا است که در شهرستان کلمبیا، جورجیا واقع شده‌است. مارتینز ۳۷٫۹ کیلومتر مربع مساحت و ۳۵٬۷۹۵ نفر جمعیت دارد و ۱۱۰ متر بالاتر از سطح دریا واقع شده‌است.